# عين عبيد
بلدية عين عبيد هي إحدى بلديات ولاية قسنطينة ومن أقدمها على المستوى الوطني تقع في الجنوب الشرقي للولاية على الطريق الوطني رقم 20 الرابط بين قسنطينة وقالمة. يبلغ عدد سكانها حوالي 32000 نسمة سنة 2008.
يبعد مقر البلدية عن عاصمة الولاية بحوالي43.742 كلم وتتكون من عدة قرى هي: برج مهيريس، كحالشة كبار، معمرة 20 اوت، زهانة، بئر الكراطس، بولقنافذ. وهي من أهم المناطق في إنتاج الحبوب على المستوى الوطني. ومن الناحية التاريخية ارتبط اسمها بأحداث 20 أوت 1955 والمجازر التي خلفت أزيد من 740 قتيلا والتي ارتكبها الاستعمار الفرنسي في حق الاهالي.
اكتشفت حديثا بعض الآثار التاريخية في شكل بنايات حجرية وقبور قديمة يعتقد أنها رومانية، تحتاج إلى دراسة وتدقيق لتصنيفها وحمايتها من التلف والإهمال. اللغة المستعملة في عين اعبيد هي اللغة العربية، كما تعتبر عين اعبيد قطب لانتاج المحصولات الزراعية من قمح وشعير. [بحاجة لمصدر]
يوجد على الأقل 3 مساجد بعين عبيد. أقدمها مسجد الشيخ أحمد حماني [بحاجة لمصدر].